# المدرسة المركزية بليل
المدرسة المركزية بليل في بلدية فيلينوف داسك بمدينة ليل في إقليم نور (بالفرنسية:École centrale de Lille) هي إحدى جامعات الهندسة في فرنسا.

## وصلات خارجية
- الموقع الرسمي (باللغتين الفرنسية والإنجليزية)

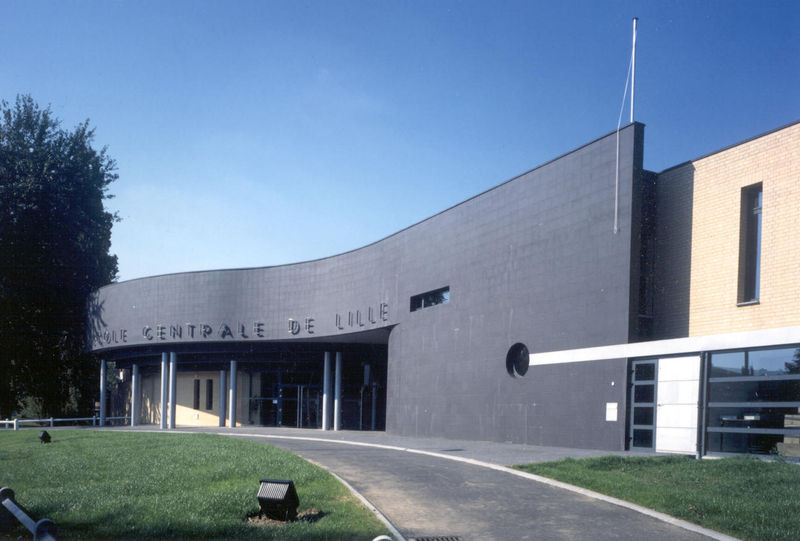
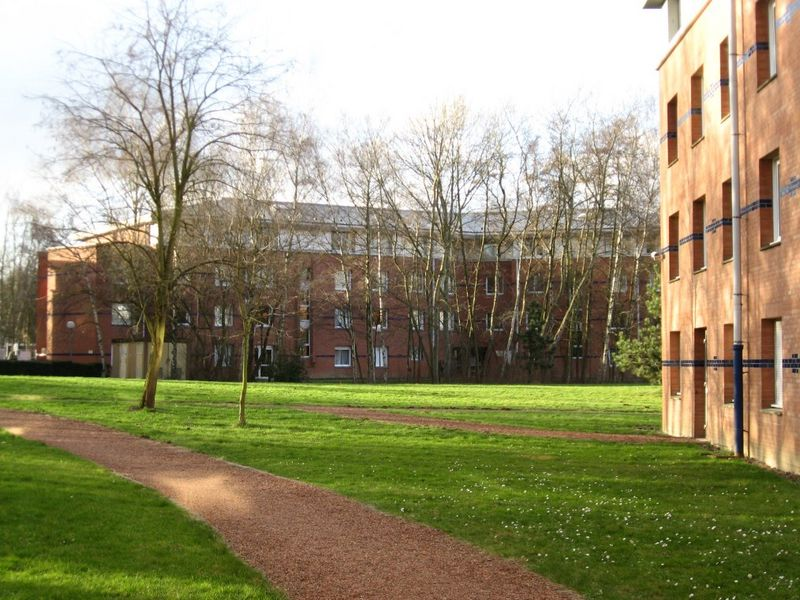
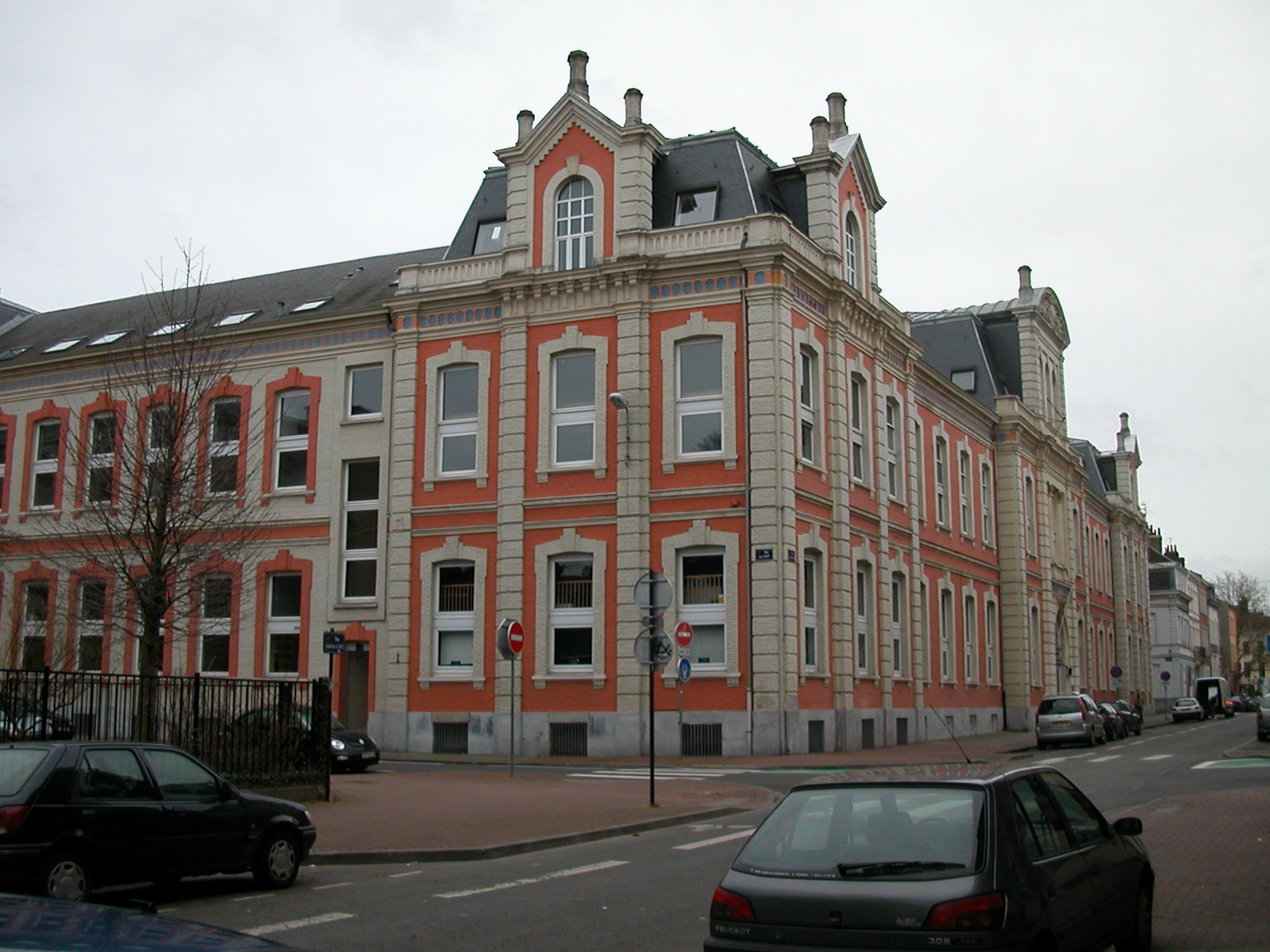
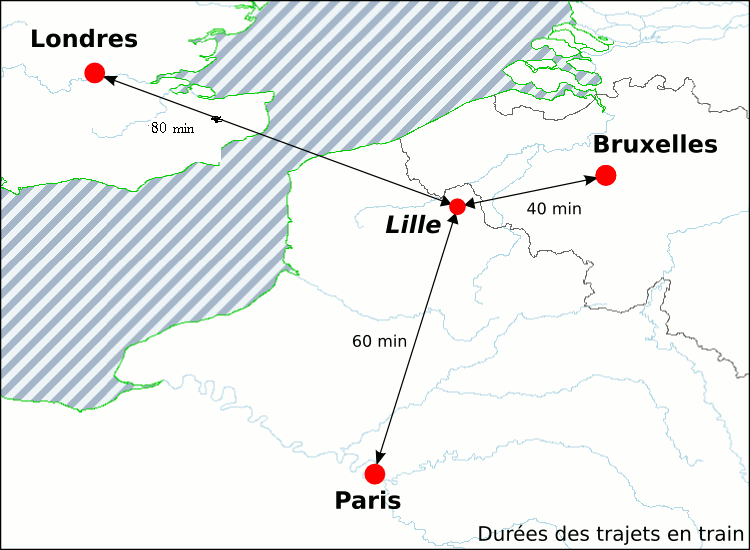
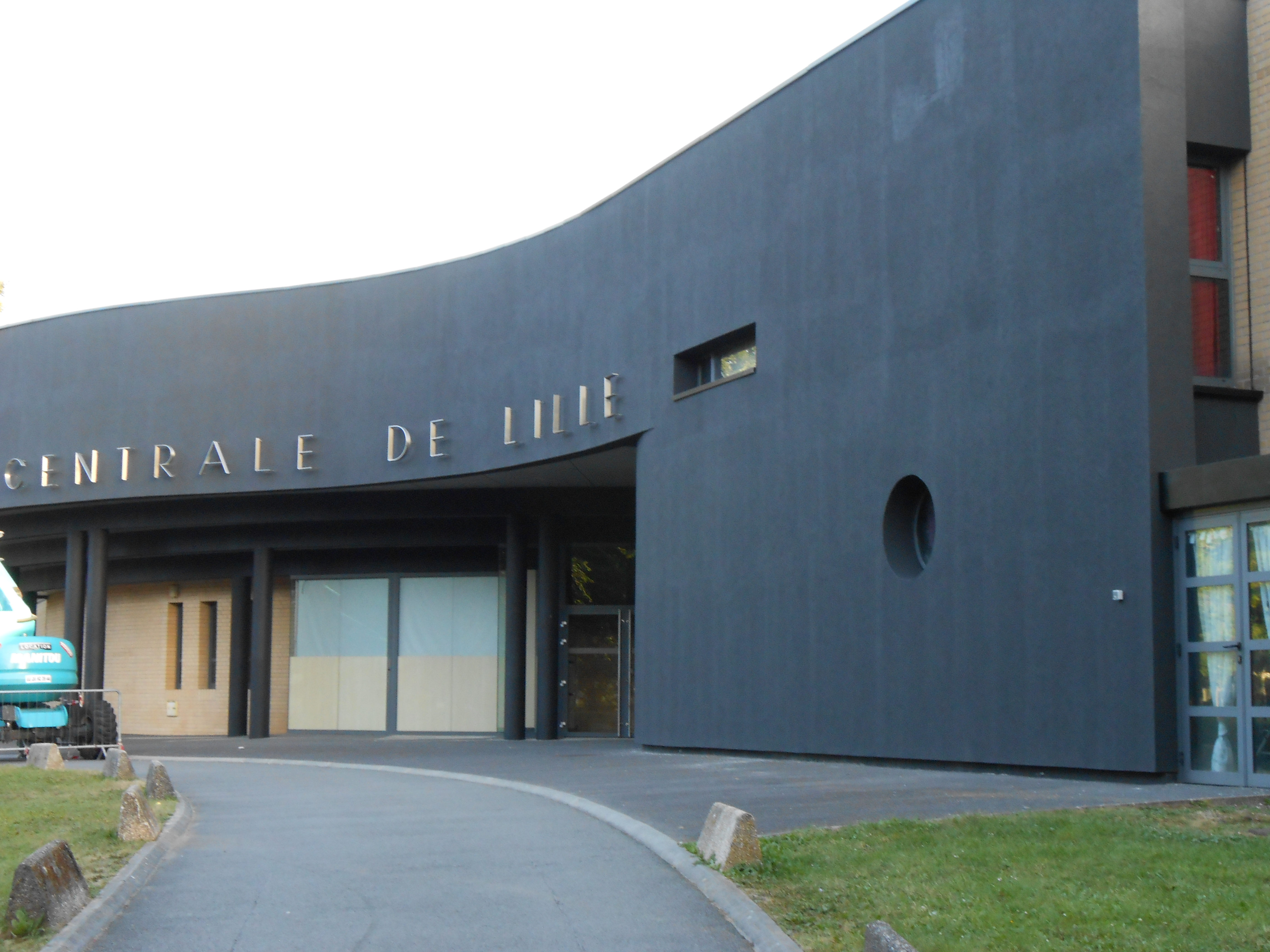